# Lagos e lagoas do Maranhão
O Maranhão está inserido em três regiões hidrográficas: Região hidrográfica do Atlântico Nordeste Ocidental, Parnaíba e Tocantins-Araguaia, que se subdividem no estado na Bacia Hidrográfica do Itapecuru, Bacia Hidrográfica do Maracaçumé, Bacia Hidrográfica do Mearim, Bacia Hidrográfica do Munim, Bacia Hidrográfica do Periá, Bacia Hidrográfica do Rio Preguiças e Bacia Hidrográfica do Turiaçu.
A Baixada Maranhense se localiza na região do entorno do Golfão Maranhense, e é formada por um relevo plano a suavemente ondulado com extensas áreas rebaixadas que são alagadas durante o período chuvoso, originando extensos lagos interligados, associados aos baixos cursos dos rios Mearim, Grajaú, Pindaré e Pericumã.
Na lista de lagos e lagoas do Maranhão, estão relacionados de forma não exaustiva os lagos do estado:

## Baixada Maranhense
Os lagos da Baixada Maranhense funcionam como coletores das águas pluviais e dos rios. No período das chuvas se distribuem em quatro grupos:

### Lagos de Viana
- Lago de Viana, Maracaçumé, São José, Cajari, Aquiri, Capivari, Fugidos, Itans, Lontras e Formoso. No período chuvoso esses lagos transbordam inundando os campos que os dividem transformando-se em um imenso lençol líquido - os “mares de Viana” -, após as chuvas, eles dão vazão para o canal de Gibiri e, posteriormente, ao rio Maracu (ou canal do Maracu) que por sua vez deságua no Rio Pindaré.[3]

### Lagos de Pinheiro
- Lagos Cafundoca, Laguinho, Faveira, Grande, Tarira, Roque e Vitória que também, no período chuvoso, inundam os campos, unindo-se e formando os “mares de Pinheiro”. Esses lagos ao escoarem o fazem direto no Rio Pericumã.[3]

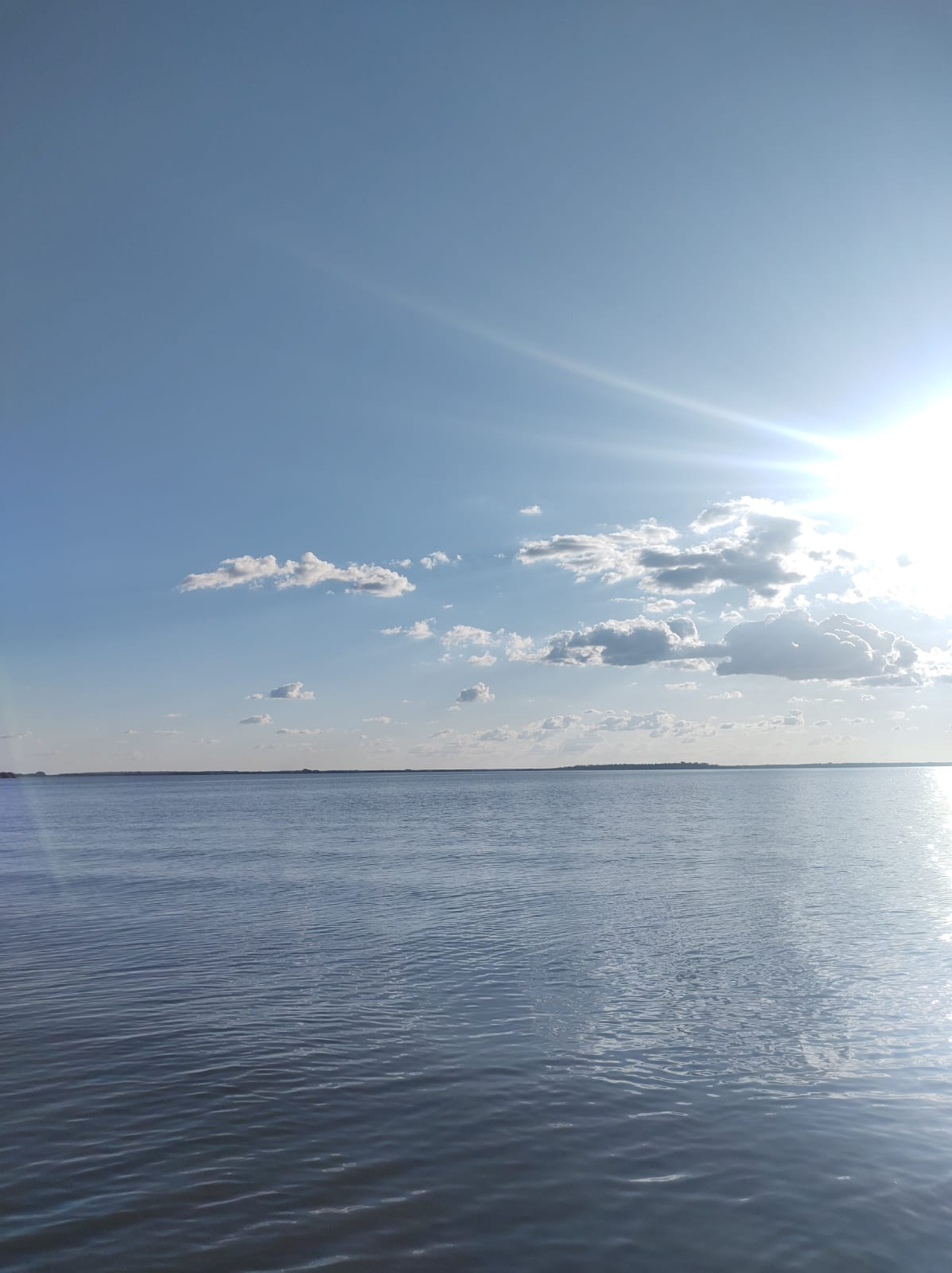
Lago Açu

### Lagos de Arari e Anajatuba
- Lagos da Morte, Laguinho, Muquila, Jaburiú, Açutinga, Égua, Palmeiral e Barriguda. Tal como os lagos já mencionados, eles se unem, também, no período chuvoso e deságuam o excedente hídrico no Igarapé Boqueado que, por sua vez, deságua no Rio Mearim.[3]

### Lagos de Conceição do Lago-Açu
- Lago Açu, Itãs, Novo, Carnaúba e Verde, próximo à foz do Rio Grajaú, para o qual deságuam após as cheias.[3]

Além desses, há outros lagos que não fazem parte dos conjuntos citados, como lago do Coqueiro em São João Batista e outros.

## Lençóis Maranhenses

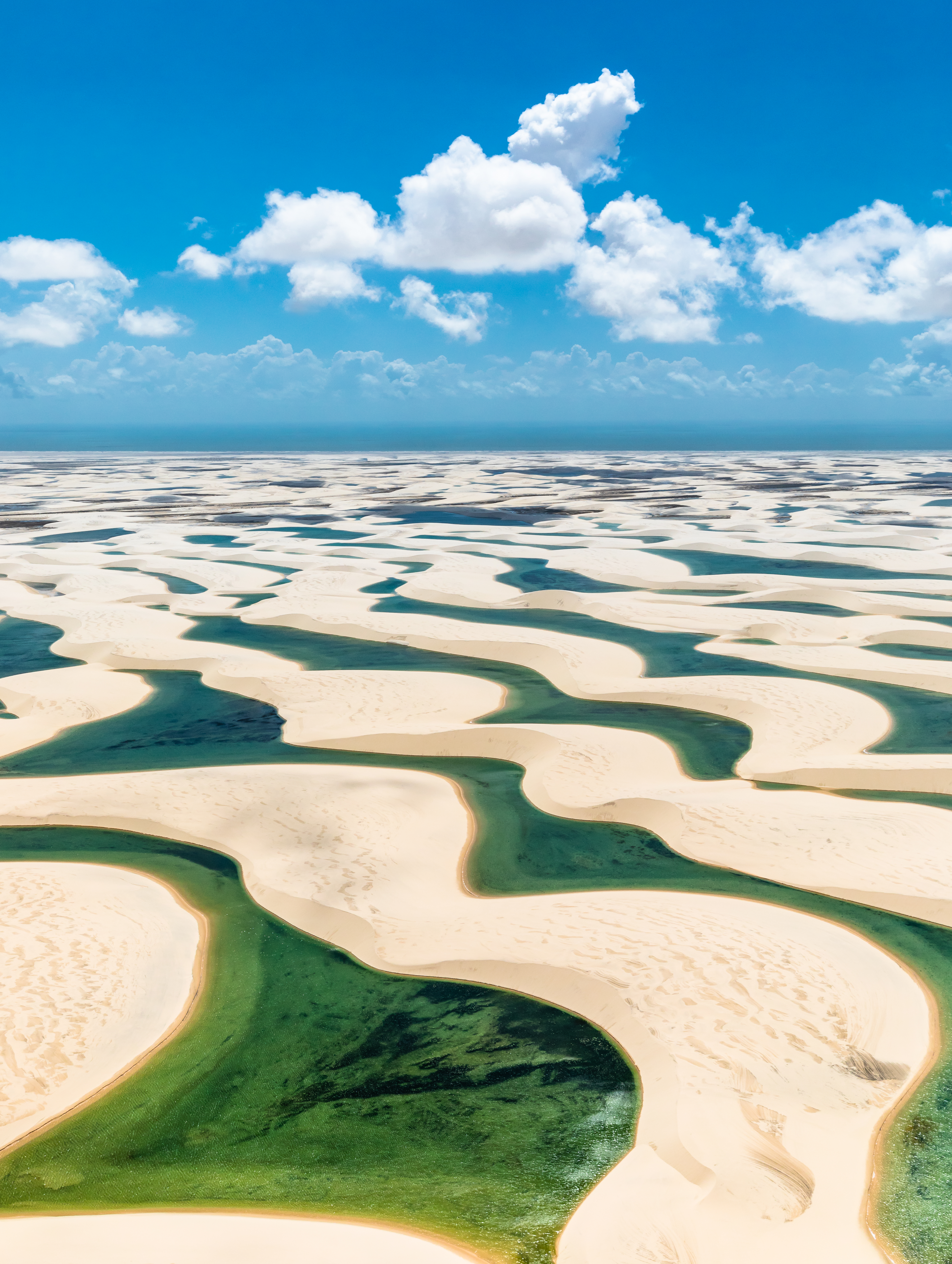
Lagoas pluviais dos Lençóis Maranhenses

No litoral Oriental, a costa de dunas e restingas é formada por superfícies exclusivamente arenosas com ausência de cobertura vegetal ou com cobertura vegetal parcial, com dunas móveis e fixas intercalas por lagoas de origem pluvial, contendo água doce. Nessa região, localizam-se o Parque Nacional dos Lençóis Maranhenses e o Delta do Parnaíba, importantes destinos turísticos.
As mais conhecidas lagoas dos Lençóis Maranhenses são a lagoa Azul e a lagoa Bonita.
Outras são as lagoas Betânia, da Preguiça, da Esmeralda, do Murici, da Gaivota, da Esperança, dos Peixes e Verde.
As lagoas dos Peixes, Verde, Betânia e da Esperança são lagoas perenes.

## Lagoa do Cassó
A Lagoa do Cassó é uma lagoa localizada no município de Primeira Cruz, no Maranhão, a 217 km de São Luís.
Possui águas mornas, límpidas e tranquilas, atingindo 20 metros de profundidade na época da cheia, quando consegue atravessar o sangradouro e desembocar no rio Preguiças.

## Laguna da Jansen

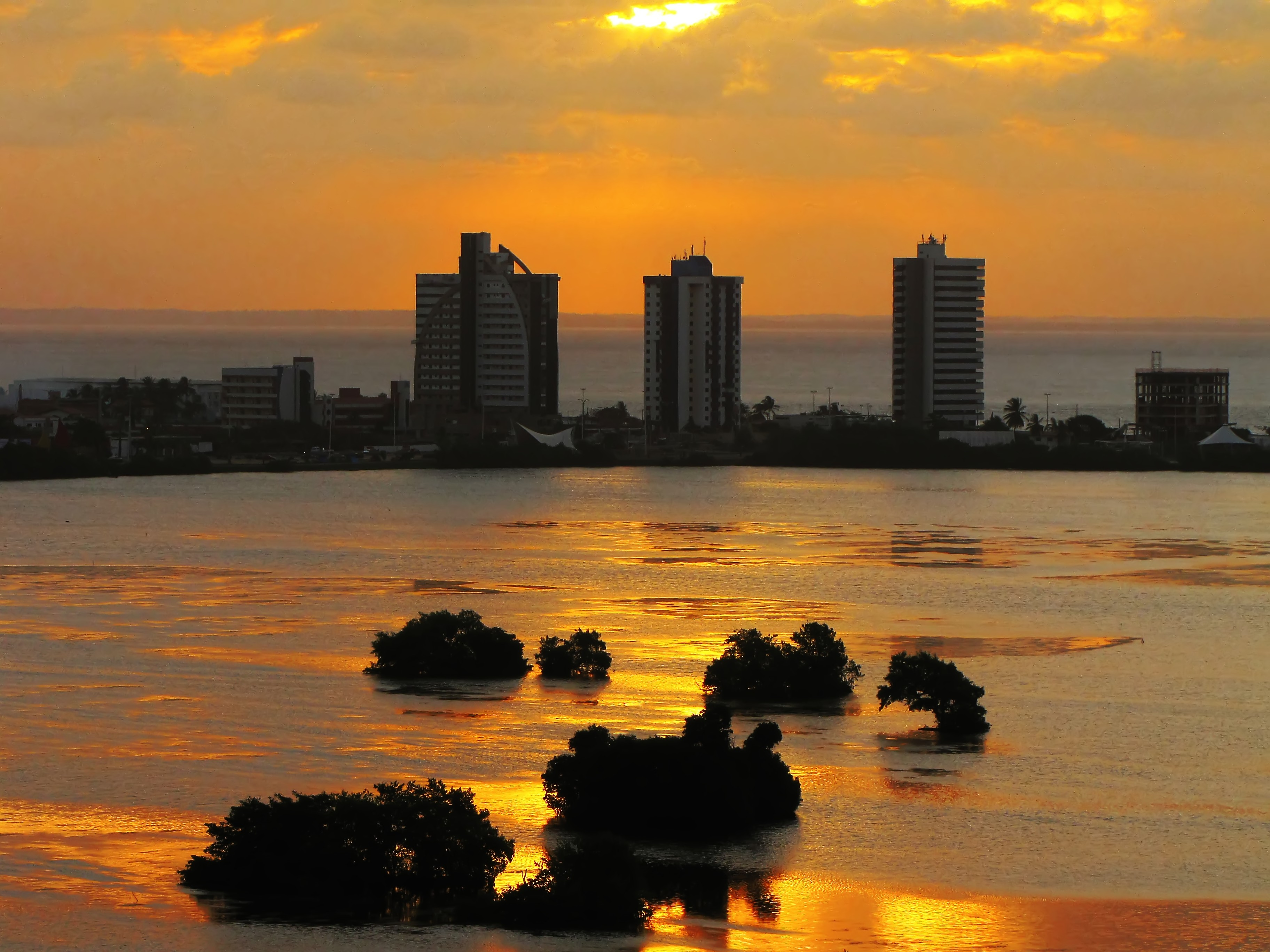
Lagoa da Jansen, em São Luís.

A laguna da Jansen (conhecida popularmente como Lagoa da Jansen) tem origem antrópica, ou seja, foi formada por intervenção humana. Anteriormente, a área era constituída de mangue, cortada pelo igarapé da Jansen e igarapé Jaracati, sofrendo influência da maré.
Durante a construção da Avenida Maestro João Nunes (atual Avenida Ana Jansen), que liga o bairro do São Francisco à Ponta D’areia. Essa avenida passou sobre o Igarapé da Jansen, por meio de um aterro, formando uma barragem que deu origem à laguna, equivocadamente chamada de lagoa.
A comunicação da laguna com o mar dá-se através de um canal de drenagem durante a preamar, por ocasião das marés altas.